# Léopold Cazals
Léopold Cazals (Ribesaltes, Rosselló, 4 d'agost de 1892 - 21 de febrer de 1965) fou un sindicalista nord-català. un dels primers dirigents de la CGTU, el 1922-1923.

## Biografia
Va començar a treballar a PTT el 1914, s'hi va sindicar i es va unir al moviment revolucionari que es desenvolupà després de la rRevolució bolxevic de 1917. No va participar en la guerra, sinó que es convertí en sindicalista militant. Va deixar la PTT i es converteix en representant sindical a l'est de França. Vva ser elegit secretari de la Unió Departamental de la CGT de Doubs el 1919. En aquest càrrec forma part del Comitè Confederal Nacional de la Confederació General del Treball de França (CGT). Es converteix en un dels animadors del corrent que accepta sense disgust la separació amb els "reformistes". El juny de 1922 és escollit membre del buró de la Confederació General de Treball Unitària després del seu primer congrés.
Com els altres membres del buró de la CGTU se situà en posicions del sindicalisme revolucionari, i tot i que era membre del Partit Comunista Francès és favorable a una certa autonomia del sindicalisme en comparació amb els partits polítics. Va ser empresonat el 1923 a causa de la seva oposició a l'enviament de tropes franceses a Renània. Amb el seu col·lega carter Joseph Lartigue i la professora Marie Guillot, esdevenen minoritaris dins de la CGTU, dominada pels partidaris d'estrets vincles entre el PCF i el sindicalisme, durant un temps anima un corrent minoritari, ràpidament condemnat al fracàs. El novembre de 1923, no va ser reelegit en el lideratge de CGTU. Sembla que va cessar tota activitat militant notable després d'aquests episodis.